# رارد
رارد (به هلندی: Raard) یک منطقهٔ مسکونی در هلند است که در دونگرادیل واقع شده‌است. رارد ۲۲۳ نفر جمعیت دارد.